# 蘇序
苏序（973年—1047年）宋朝地主、慈善家，四川眉山人，出生于宋太祖开宝六年，於宋仁宗慶曆七年逝世。他是苏洵的父亲，苏轼、苏辙的祖父。

## 生平
蘇洵稱蘇序是唐朝相國蘇味道後裔。
苏序家道殷實，早年不喜为学，对儿子苏洵的学习也不重视。但其為人慷慨大方、樂於行善，在收割后用粮食换成稻谷储存起来，后遇到大灾荒年，他搬出稻谷给族人、亲家、佃户、穷人，受時人愛戴。苏序晚年時悟得作詩之道，並作詩數千首，惟皆已散佚。